# Блајбах
Блајбах (њем. Blaibach) општина је у њемачкој савезној држави Баварска. Једно је од 38 општинских средишта округа Кам. Према процјени из 2010. у општини је живјело 2.006 становника. Посједује регионалну шифру (AGS) 9372115.

## Географски и демографски подаци
Блајбах се налази у савезној држави Баварска у округу Кам. Општина се налази на надморској висини од 394 метра. Површина општине износи 17,0 km².

## Становништво
У самом мјесту је, према процјени из 2010. године, живјело 2.006 становника. Просјечна густина становништва износи 118 становника/km².